# Jane Campbell (soccer)
Pour les articles homonymes, voir Jane Campbell et Campbell.
Carolyn Jane Campbell ou plus communément Jane Campbell, née le 17 février 1995 à Kennesaw en Géorgie, est une joueuse internationale américaine de soccer évoluant au poste de gardienne de but au Dash de Houston. 

## Biographie

### Carrière internationale
Appelée en équipe nationale pour la première fois en janvier 2013, elle devient la plus jeune joueuse à rejoindre la sélection américaine sénior. 
Lors des Jeux olympiques d'été de 2020 qui se déroulent à l'été 2021 au Japon, elle fait partie de l'équipe remportant la médaille de bronze, sans toutefois jouer la moindre rencontre.

## Palmarès

### En sélection
États-Unis
- Troisième des Jeux olympiques en 2020